# Nono Lubanzadio
Mayasisilua Nono Lubanzadio (ur. 27 stycznia 1980 w Kinszasie) – kongijski piłkarz grający na pozycji obrońcy.

## Kariera klubowa
Karierę piłkarską Lubanzadio rozpoczął w klubie SC Cilu Lukala. W 2000 roku zadebiutował w jego barwach w pierwszej lidze Demokratycznej Republiki Konga. W 2006 roku odszedł na krótko do TP Mazembe z miasta Lubumbashi i wywalczył z nim mistrzostwo kraju. Drugą połowę 2006 roku spędził grając w SC Cilu Lukala.
Na początku 2007 roku Lubanzadio przeszedł do południowoafrykańskiego Black Leopards z miasta Thohoyandou. Grał w nim do 2010 roku.

## Kariera reprezentacyjna
W reprezentacji Demokratycznej Republiki Konga Lubanzadio zadebiutował w 2005 roku. W 2006 roku podczas Pucharu Narodów Afryki 2006 był rezerwowym i rozegrał jedno spotkanie, ćwierćfinałowe z Egiptem (1:4). Od 2005 do 2006 roku rozegrał w kadrze narodowej 8 meczów.